# Högfors (Norberg)

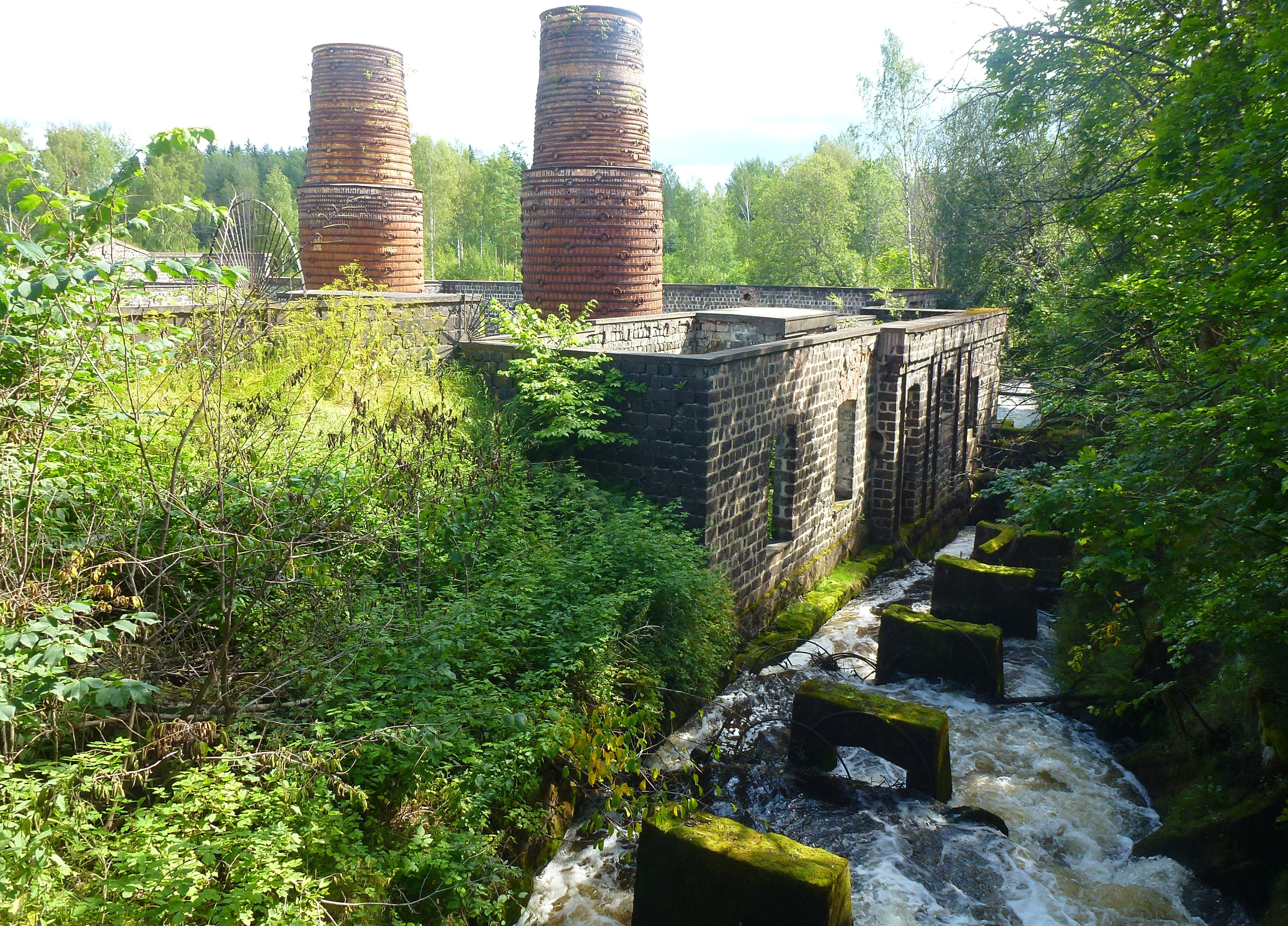
Les ruines du haut fourneau.

Högfors est une localité et un ancien complexe de sidérurgie situé dans la commune de Norberg, dans le comté de Västmanland, dans la région minière du Bergslagen en Suède. Le nom signifie "haute chute d'eau", désignant les chutes de la rivière Norbergsån (qui prendra plus tard le nom Snytenån). Ce sont précisément ces chutes qui justifient l'établissement d'un haut fourneau et de forges dès le Moyen Âge. La date exacte du début de l'industrie du fer à Högfors est inconnue, mais le site est mentionné en 1464. En 1545, les droits d'exploitation sont cédés à deux nobles qui établissent alors un martinet sur le site, l'un des plus grands de Suède à l'époque. Le complexe est agrandi et modernisé à plusieurs reprises. Au XVIIe siècle, Jacob De la Gardie et sa femme Ebba Brahe font construire un manoir sur le site. Le dernier fourneau est établi en 1915, mais le complexe est totalement abandonné en 1953. De nos jours, les ruines du complexes peuvent être visitées, et le site fait partie de l'écomusée de Bergslagen. Bien que peu peuplé, le village a une gare sur la ligne Engelsberg–Norberg.

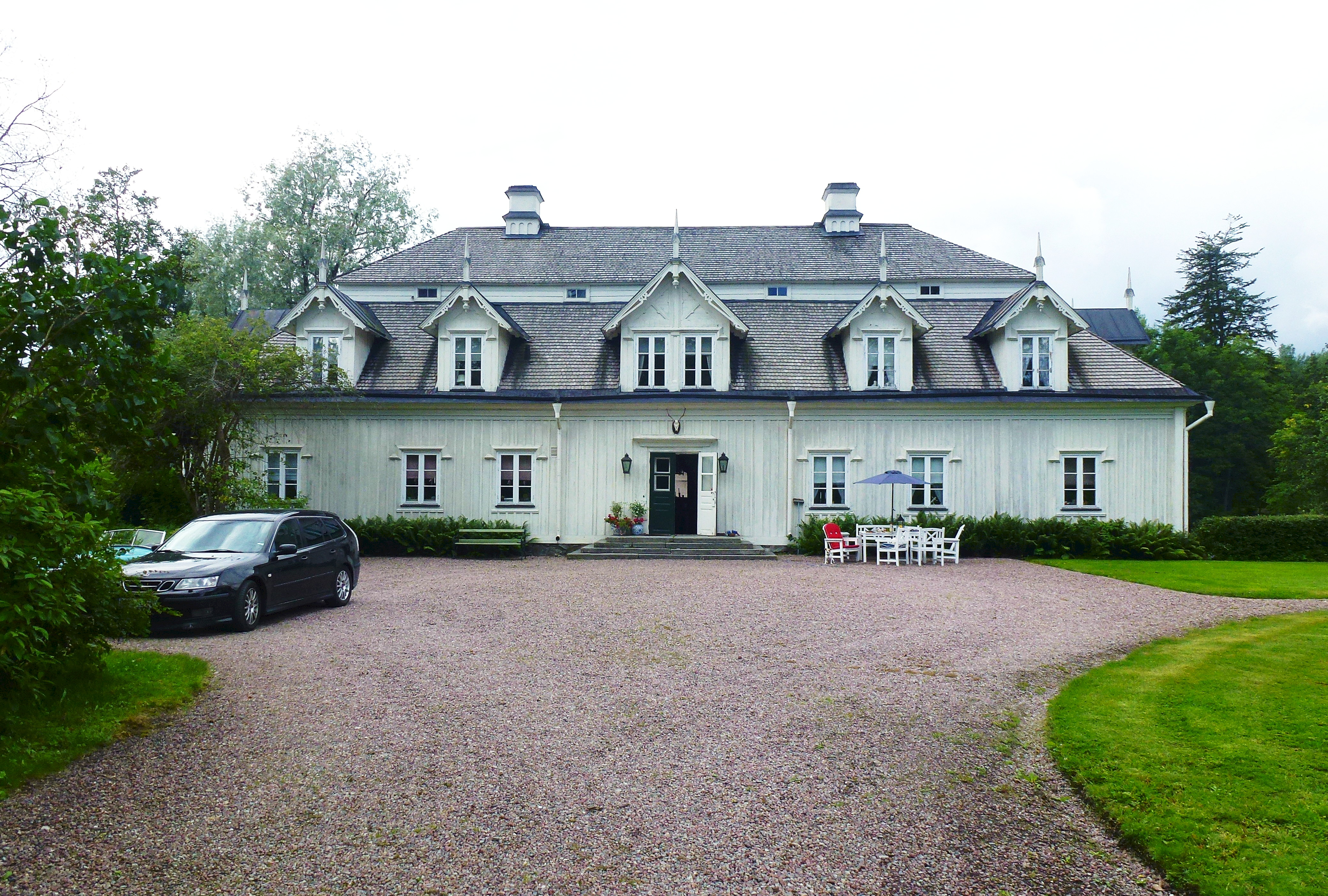
Le manoir.
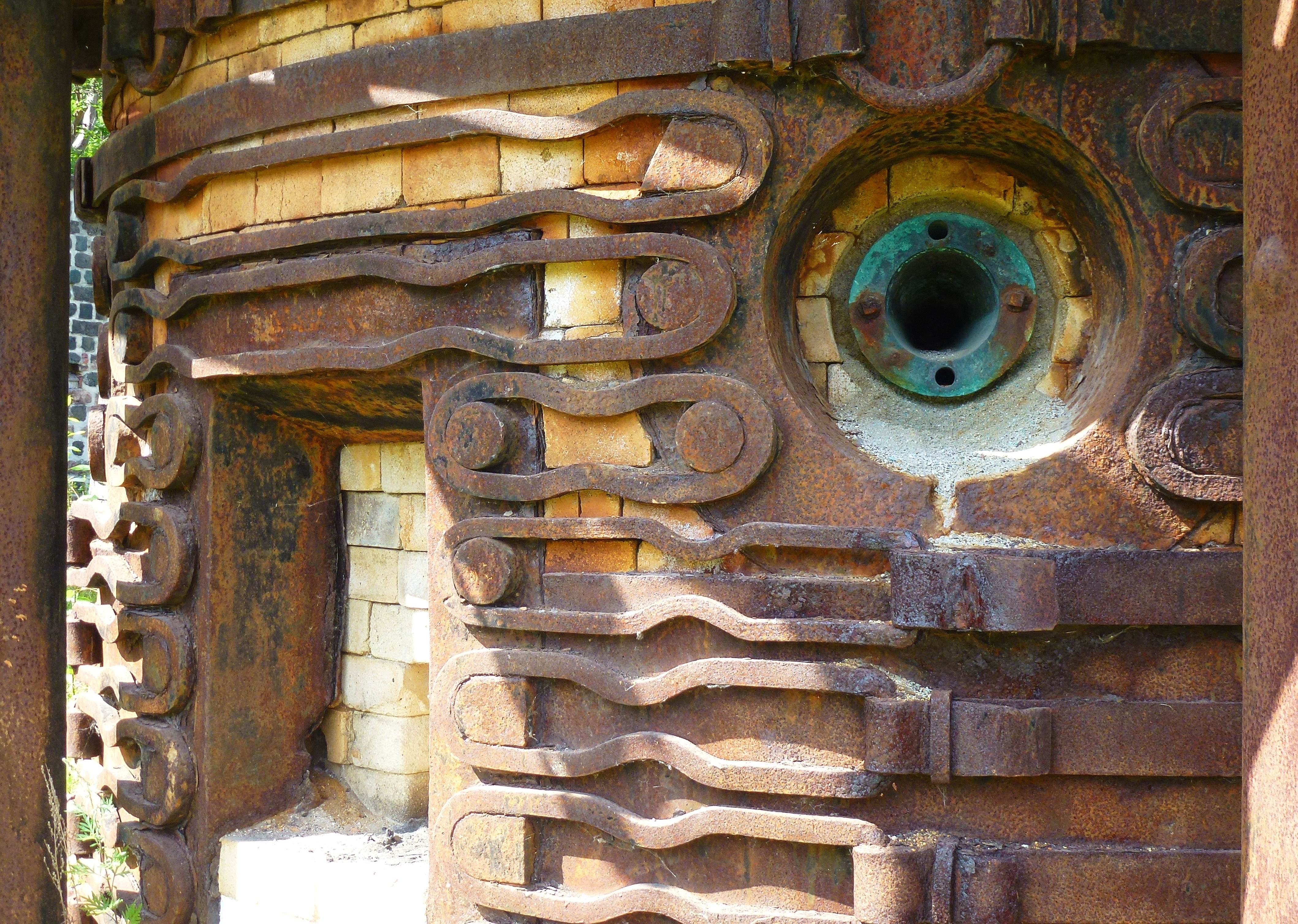
Détails du haut-fourneau